# Don Tan (huyện)
Don Tan (tiếng Thái: ดอนตาล) là huyện (amphoe) cực đông nam của tỉnh Mukdahan, đông bắc Thái Lan.

## Lịch sử
Originally Don Tan đã là một tambon của Mukdahan district, tỉnh Nakhon Phanom. Don Tan đã được nâng cấp thành một tiểu huyện (King Amphoe) năm 1963, sau đó là huyện năm 1974. Khi chính phủ thành lập tỉnh Mukdahan năm 1982, Don Tan trở thành huyện của tỉnh mới.

## Địa lý
Các huyện giáp ranh (từ phía đông nam theo chiều kim đồng hồ) là Chanuman của tỉnh Amnat Charoen, Loeng Nok Tha của Yasothon Province, Nikhom Kham Soi và Mueang Mukdahan của tỉnh Mukdahan. Về phía đông qua sông Mekong là một tỉnh của Lào Savannakhet.
Nguồn nước chính ở đây là sôngMekong.

## Hành chính
Huyện này được chia thành 7 communes (tambon), các đơn vị này lại được chia ra thành 62 làng (muban). Don Tan là một thị trấn (thesaban tambon) nằm trên một phần của the tambon Don Tan. Có 7 Tổ chức hành chính tambon.
| STT | Tên       | Tên tiếng Thái | Số làng | Dân số |  |
| --- | --------- | -------------- | ------- | ------ |  |
| 1.  | Don Tan   | ดอนตาล         | 12      | 6.740  |  |
| 2.  | Pho Sai   | โพธิ์ไทร         | 7       | 4.657  |  |
| 3.  | Pa Rai    | ป่าไร่           | 11      | 8.491  |  |
| 4.  | Lao Mi    | เหล่าหมี         | 9       | 6.528  |  |
| 5.  | Ban Bak   | บ้านบาก         | 7       | 5.371  |  |
| 6.  | Na Sameng | นาสะเม็ง        | 9       | 6.980  |  |
| 7.  | Ban Kaeng | บ้านแก้ง         | 7       | 2.764  |  |